# Colette Darfeuil
Colette Darfeuil, nom de scène d’Emma Henriette Augustine Floquet, née le 7 février 1905 dans le 15e arrondissement de Paris et morte le 15 octobre 1998 à Montfort-l'Amaury (Yvelines), est une actrice française.

## Biographie
Emma Floquet vint au cinéma par hasard. Elle avait 14 ans quand, accompagnant dans un studio une amie de sa mère, elle fit une figuration de bouquetière dans un cabaret. Elle tournera à partir de 1923 une série de films dans lesquels "les plus beaux yeux du cinéma français", ainsi que son charme fatal et équivoque, palliaient parfois les faiblesses du scénario. Elle écrira également un scénario, celui de Voici dimanche (1929). 
A la fin du muet, elle était l'une stars les plus adulées, et continua à l'être au début du parlant.
Elle repose au cimetière de Vanves.

## Filmographie

### Période: 1920/1929
- 1920 : Les Étrennes à travers les âges de Pierre Colombier
- 1923 : Le Château historique de Henri Desfontaines
- 1923 : Le Retour à la vie de Jacques Dorval
- 1923 : L'Affaire du courrier de Lyon de Léon Poirier
- 1923 : Quelqu'un dans l'ombre de Marcel Manchez
- 1924 : Madame Putiphar de Max Mack
- 1925 : Mots croisés de Pierre Colombier et Michel Linsky
- 1925 : La Justicière de Maurice de Marsan et Maurice Gleize
- 1925 : L'Homme des Baléares d'André Hugon
- 1926 : La Flamme de René Hervil
- 1926 : La Réponse du destin d'André Hugon
- 1926 : Sables de Dimitri Kirsanoff
- 1926 : L'Homme en selle de Manfred Noa
- 1926 : Les Fiançailles rouges de Roger Lion
- 1927 : Le Navire aveugle de Jean Guarino-Glavany
- 1927 : Paris, New York, Paris de Robert Péguy
- 1927 : À quoi rêve une femme au printemps de Kurt Blachnitzky
- 1928 : Papoul - court métrage - de Marc Allégret
- 1928 : Gros sur le cœur de Pierre Weill
- 1928 : La Roche d'amour de Max Carton
- 1929 : Voici dimanche de Pierre Weill
- 1929 : De sept heures à minuit - court métrage - de Pierre Weill
- 1929 : Marius à Paris de Roger Lion
- 1929 : Sa maman de Gaston Maudu de Lacotte

### Période 1930/1935
- 1930 : L'Éternelle Idole de Guido Brignone
- 1930 : La Bodega de Benito Perojo
- 1930 : Eau, Gaz et Amour à tous les étages - court métrage - de Roger Lion
- 1930 : Cendrillon de Paris de Jean Hémard
- 1930 : Le Procureur Hallers de Robert Wiene
- 1930 : Tropiques - court métrage - de Jean Godard
- 1931 : La Fin du monde d'Abel Gance
- 1931 : Tu m'oublieras de Henri Diamant-Berger
- 1931 : Le Lit conjugal - court métrage - de Roger Lion
- 1931 : Un coup de téléphone de Georges Lacombe
- 1931 : Fils à papa de Mohammed Karim
- 1931 : Autour d'une enquête de Robert Siodmak et Henri Chomette
- 1932 : Baroud de Rex Ingram
- 1932 : Une petite bonne sérieuse - court métrage - de Richard Weisbach et Marguerite Viel
- 1932 : Colette et son mari (Les Amoureux de Colette) - court métrage - d'André Pellenc
- 1932 : Y'en a pas deux comme Angélique de Roger Lion
- 1932 : Le Rosier de madame Husson de Dominique Bernard-Deschamps
- 1932 : Le Béguin de la garnison de Pierre Weill
- 1932 : L'Âne de Buridan de Alexandre Ryder
- 1932 : Monsieur de Pourceaugnac de Gaston Ravel et Tony Lekain
- 1932 : Mirages de Paris de Fedor Ozep : Juliette
- 1932 : Le Truc du Brésilien de Alberto Cavalcanti
- 1932 : Ce cochon de Morin de Georges Lacombe
- 1933 : Le Martyre de l'obèse de Pierre Chenal
- 1933 : Pour un soir ou Stella Maris de Jean Godard
- 1933 : Tout pour l'amour de Joe May et Henri-Georges Clouzot
- 1933 : Pour être aimé de Jacques Tourneur
- 1933 : Feu Toupinel de Roger Capellani
- 1933 : La Vierge du rocher de Georges Pallu
- 1933 : Si tu vois mon oncle de Gaston Schoukens
- 1933 : Trois Balles dans la peau de Roger Lion
- 1933 : Cette nuit-là de Mark Sorkin
- 1933 : Jacqueline fait du cinéma de Jacques Deyrmon
- 1934 : Casanova de René Barberis
- 1934 : La Maison dans la dune de Pierre Billon : Germaine
- 1934 : Nous marions Solange - court métrage - de Lucien Mayrargue
- 1934 : Mon cœur t'appelle de Carmine Gallone
- 1934 : Le Chéri de sa concierge de Giuseppe Guarino
- 1934 : Mam'zelle Spahi de Max de Vaucorbeil
- 1934 : Le Roi des Champs-Élysées de Max Nosseck : Simone
- 1934 : Minuit, place Pigalle de Roger Richebé : Charlotte
- 1934 : Les Bleus de la marine de Maurice Cammage
- 1934 : La Caserne en folie de Maurice Cammage
- 1934 : Mes bretelles de Gaston Schoukens
- 1934 : Un bout d'essai - court métrage - de Walter Kapps et Emile G. de Meyst
- 1934 : L'Espionne du palace - court métrage - de Gaston Jacquet et René Ruffi
- 1934 : J'épouserai mon mari - court métrage - de Maurice Labro et Pierre Weill
- 1935 : Escale de Louis Valray
- 1935 : Jonny, haute-couture de Serge de Poligny
- 1935 : Touche à tout de Jean Dréville
- 1935 : Le Train d'amour de Pierre Weill
- 1935 : Et moi j'te dis qu'elle t'a fait d'l'œil de Jack Forrester
- 1935 : Bébé est un amour - court métrage - de M. Rugard
- 1935 : Cinquième au d'ssus - court métrage - de Jacques Daroy

### Période 1936/1939
- 1936 : Michel Strogoff de Richard Eichberg et Jacques de Baroncelli
- 1936 : Trois dans un moulin de Pierre Weill
- 1936 : L'École des journalistes de Christian-Jaque
- 1936 : La Course à la vertu de Maurice Gleize
- 1936 : La Petite Dame du wagon-lit de Maurice Cammage
- 1936 : Prête-moi ta femme de Maurice Cammage
- 1936 : L'Empreinte rouge de Maurice de Canonge
- 1936 : La Flamme d’André Berthomieu
- 1936 : J'arrose mes galons de René Pujol
- 1936 : Une gueule en or de Pierre Colombier
- 1936 : Gigolette d’Yvan Noé
- 1936 : Prends la route de Jean Boyer
- 1936 : Tout va très bien madame la marquise d’Henry Wulschleger : Marie-Rose
- 1936 : Ça n'a pas d'importance - court métrage - de Gaston Vidié
- 1936 : Le Pigeon - court métrage - d’Albert Riera
- 1937 : La Chanson du souvenir de Dietlaf Sierck et Serge de Poligny
- 1937 : Monsieur Bégonia d’André Hugon "Également la version italienne" : Émilienne
- 1937 : Franco de port de Dimitri Kirsanoff : Thérèse
- 1937 : Un soir à Marseille de Maurice de Canonge
- 1937 : La Treizième Enquête de Grey de Pierre Maudru
- 1937 : Tamara la complaisante de Félix Gandéra et Jean Delannoy
- 1937 : Chéri-Bibi de Léon Mathot : Viviane
- 1937 : La Belle de Montparnasse de Maurice Cammage
- 1938 : Firmin, le muet de Saint-Pataclet de Jacques Séverac
- 1938 : Le Patriote de Maurice Tourneur
- 1938 : Prince de mon cœur de Jacques Daniel-Norman
- 1938 : Bossemans et Coppenolle de Gaston Schoukens
- 1938 : L'Avion de minuit de Dimitri Kirsanoff
- 1939 : Quartier sans soleil de Dimitri Kirsanoff
- 1939 : L'amour se fait ainsi de Carlo Ludovico Bragaglia
- 1939 : Cas de conscience de Walter Kapps
- 1939 : Sidi-Brahim de Marc Didier

### Période 1940/1953
- 1941 : Le Club des soupirants de Maurice Gleize
- 1943 : Untel père et fils de Julien Duvivier
- 1943 : L'Escalier sans fin de Georges Lacombe
- 1943 : Forces occultes - moyen métrage - de Jean Mamy et Paul Riche
- 1945 : Les Malheurs de Sophie de Jacqueline Audry
- 1948 : Les souvenirs ne sont pas à vendre de Robert Hennion
- 1949 : Les Vagabonds du rêve de Charles-Félix Tavano
- 1950 : Le Furet de Raymond Leboursier
- 1950 : Menace de mort de Raymond Leboursier
- 1951 : Bibi Fricotin de Marcel Blistène
- 1951 : Le Costaud des Batignolles de Guy Lacourt
- 1952 : Cet âge est sans pitié de Marcel Blistène
- 1952 : La Fille au fouet de Jean Dréville
- 1952 : Das Geheimnis vom Bergsee de Jean Dréville "Version allemande du film précédent"
- 1953 : L'Homme trahi de Walter Kapps film resté inachevé